# Küstendienst der Woermann-Linie an der westafrikanischen Küste
Der Küstendienst der Woermann-Linie an der westafrikanischen Küste bestand von 1877 bis 1914.

## Geschichte

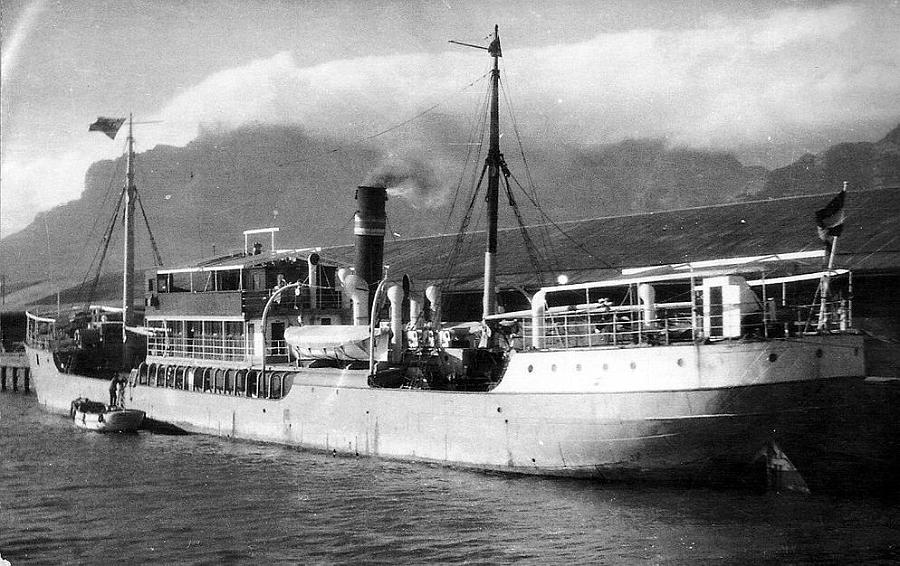
Wajo, die ehemalige Gouverneur v. Puttkamer (1922)

Bereits 1877 setzte Woermann mit dem kleinen Dampfer M’Pongwe ihr überhaupt erstes Dampfschiff auf dem Ogowe-Fluss ein. Der Flussdampfer von 160 BRT war für Woermann auf der Reiherstiegwerft in Hamburg gebaut worden und blieb bis 1886 im Dienst von Woermann. In den folgenden Jahren beschaffte die Woermann-Linie etliche kleine Dampfer, die an der westafrikanischen Küste Fracht und Passagiere an Plätze brachten, die von den Linienschiffen nicht angelaufen werden konnten, oder dort Fracht und Passagiere aufnahmen.
Bis 1914 war die Küstenflotte der Woermann-Linie auf zehn Dampfer angewachsen. Neben der Gouverneur v. Puttkamer von 779 BRT waren es die Dampfer Kuka und Marina von je 600 BRT, die zuletzt gelieferten Schwesterschiffe Haussa und Fullah sowie die in den Niederlanden angekaufte zweite Ado von je 380 BRT, die vom Bremer Vulkan 1900 gelieferten Schwesterschiffe Epe und Oyo von 325 BRT, die 1911 angekaufte Itolo (299 BRT, 1903) und die 1902 in den Niederlanden angekaufte Ondo von 271 BRT.
Daneben wurden von der Hamburg-Amerikanischen Packetfahrt-Actien-Gesellschaft seit 1911 mit der Idumata (301 BRT, 1905), einem Schwesterschiff der Itolo, sowie der aus Norwegen angekauften Ereko (454 BRT, 1910) auch zwei Küstendampfer eingesetzt. Die Hamburg-Bremer Afrika-Linie (HBAL) setzte ebenfalls seit 1911 im Gemeinschaftsdienst der deutschen Afrikareedereien mit der Eggo (453 BRT, 1909) noch ein Schwesterschiff der Ereko ein.
Basis für alle Küstenschiffe wurde allerdings kein Hafen in einer der deutschen Westafrika-Kolonien, sondern das britische Lagos in Nigeria. In Duala (Kamerun) lag jedoch ein Schwimmdock der Woermann-Linie.

## Küstenschiffe der Woermann-Linie und Partner
| Name                    | Bauwerft                                   | BRT | Länge [m] | Stapellauf im Dienst der WL | weiteres Schicksal |
| ----------------------- | ------------------------------------------ | --- | --------- | --------------------------- | --- |
| M‘Pongwe                | Reiherstiegwerft Nr. 304                   | 160 | 33,7      | 1877                        | 1898 kondemniert |
| Emil Schulze            | Janssen & Schmilinsky                      | 235 | 38,2      | 1882 1822                   | 19. November 1883 auf der Settekama-Barre gestrandet |
| Eloby                   | AG Vulcan Stettin Nr. 152                  | 168 | 35,0      | 1884                        | 1. Dezember 1902 vor Lagos gestrandet |
| Teck                    | Flensburger Schiffbau-Gesellschaft Nr. 127 | 577 | 56,1      | 25.11.1891 15.02.1899       | 8. Oktober 1920 vor Chinde gestrandet |
| Ogun                    | Dundee S.B. Co. Nr. 99                     | 344 | 46,6      | 1896 07.06.1898             | 1891 in Lagos zur Hulk abgetakelt |
| Leutwein                | J.T. Eltringhaus & Co. Nr. 162             | 324 | 42,6      | 06.1891 21.11.1899          | 9. Januar 1903 bei Flamborough Head auf den Bempton-Klippen gestrandet |
| Ado (1)                 | Edwards S.B. Co.                           | 302 | 41,5      | 1897 06.07.1901             | 1902 vor Lagos gestrandet |
| Epe                     | Bremer Vulkan Nr. 441                      | 324 | 44,2      | 08.1900 6.09.1900           | 10. September 1914 vor Duala als Blockschiff versenkt |
| Oyo                     | Bremer Vulkan Nr. 442                      | 326 | 44,2      | 8.09.1900 1900              | 15. September 1914 vor Duala als Blockschiff versenkt |
| Ondo                    | Groningen                                  | 271 | 36,4      | 02.1901 11.07.1902          | Brücke und Maschine hinten, 15. September 1914 vor Duala als Blockschiff versenkt |
| Ado (2)                 | Hasselt                                    | 383 | 41,1      | 1902 25.08.1902             | Brücke und Maschine hinten, 17. August 1914 vor Duala als Blockschiff versenkt |
| Marina                  | Bremer Vulkan Nr. 465                      | 600 | 56,2      | 08.1903 26.09.1903          | 13. August 1914 aus Duala entkommen, vor Accra gekapert, 14. April 1922 unter britischer Flagge nach Kollision gesunken |
| Gouverneur v. Puttkamer | Bremer Vulkan Nr. 466                      | 779 | 65,2      | 18.09.1903 31.10.1903       | 7. November 1933 auf Insel Agaleja gestrandet |
| Kuka                    | Bremer Vulkan Nr. 487                      | 602 | 56,2      | 2.05.1905 2.06.1905         | 27. September 1914 vor Duala als Blockschiff versenkt, gehoben und bis 1917 als Sir Hugh unter britischer, bis 4. März 1927 (Sainte Anne. bis 1924 Dorade) unter französischer Flagge in Dienst |
| Itolo                   | Nüscke & Co. Nr. 125                       | 299 | 41,8      | 03.1903 08.1911             | Maschine und Brücke achtern, aus Duala ausgebrochen, 21. September 1914 vor Corisco Bay vom französischen Kanonenboot Surprise versenkt |
| Idumata                 | Nüscke & Co Nr. 136                        | 301 | 41,8      | 10.1905 11.1911             | Hapag, Maschine und Brücke achtern, im August 1914 im neutralen spanischen Fernando Póo, 1919 wie die Gouverneur v. Puttkamer durch Franzosen beschlagnahmt, 1920 wieder zur Hapag, 1923 verkauft, bis 1932 als Krückau und Blumenau unter deutscher Flagge, unter sechs Namen noch bis 1974 unter dänischer Flagge in Nord- und Ostsee eingesetzt |
| Ereko                   | Stavanger Nr. 62                           | 454 | 42,9      | 1910 08.1911                | Hapag, Maschine und Brücke achtern, vor Duala als Hafensperre versenkt |
| Eggo                    | Stavanger                                  | 453 | 42,9      | 1909 1911                   | HBAL, Maschine und Brücke achtern, vor Duala als Hafensperre versenkt |
| Haussa                  | Reiherstiegwerft Nr. 449                   | 387 | 44,4      | 19.04.1913 15.05.1913       | Maschine und Brücke achtern, 27. September 1914 in Duala gekapert, bis 1930 im Dienst unter französischer Flagge |
| Fullah                  | H.C. Stülcken Nr. 454                      | 367 | 44,1      | 04.1913 10.06.1913          | Maschine und Brücke achtern, 27. September 1914 in Duala gekapert, bis 1950 im Dienst unter französischer Flagge |